# Kalicupak Lor
Kalicupak Lor is een bestuurslaag in het regentschap Banyumas van de provincie Midden-Java, Indonesië. Kalicupak Lor telt 1149 inwoners (volkstelling 2010).